# Еквайр
Еква́йр — банк або інша фінансова установа, що надає послуги еквайрингу, тобто, здійснює розрахунки з підприємствами, які приймають оплату від тримачів платіжних карток за товари чи послуги або видають їм готівку.
Еквайр приймає дані про транзакції від підприємств торгівлі або послуг (торговців) та надсилає їх до відповідної платіжної системи, а також здійснює розрахунки за цими транзакціями з торговцями. Еквайр також надає послуги технологічного, інформаційного обслуговування, які здійснюються з застосуванням платіжних систем через банкомати, POS-термінали тощо.
Еква́йринг (англ. Acquiring) — діяльність фінансової установи, що включає здійснення розрахунків з підприємствами торгівлі (послуг) за операціями, що здійснюються з використанням платіжних карток через POS-термінали, і здійснення операцій по видачі готівки держателям банківських карток, що не є клієнтами кредитної організації. Еквайринг є послугою технологічного, інформаційного обслуговування розрахунків за операціями, що здійснюються з використанням електронних платіжних засобів у платіжній системі.
Зараз[коли?] у світі понад 18 мільйонів підприємств торгівлі й послуг, де є можливість сплатити покупки за допомогою платіжних карток.[джерело?]
У межах України еквайринг здійснюється виключно юридичними особами — резидентами, що уклали договір із платіжною організацією.
Також існує інтернет-еквайринг — прийом до сплати платіжних карток через Інтернет з використанням спеціально розробленого web-інтерфейсу, що дозволяє провести розрахунки в інтернет-магазинах і сплатити на спеціальних електронних платіжних системах різні послуги (мобільний зв'язок, комунальні послуги, Інтернет, фіксований телефонний зв'язок тощо).[джерело?]
Популярним серед продавців стає мобільний еквайринг[джерело?]. Його встановлюють продавці, яким необхідно забезпечити оплату клієнтом товарів або послуг в зоні присутності клієнта. Переносні POS-термінали можуть бути підключені до смартфону або планшету на базі Apple iOS або Android, а також до персонального комп'ютера. За інформацією Prostobiz.ua тарифи на встановлення мобільного POS-терміналу аналогічні тарифам на встановлення класичного терміналу[неавторитетне джерело].